# Apladalen

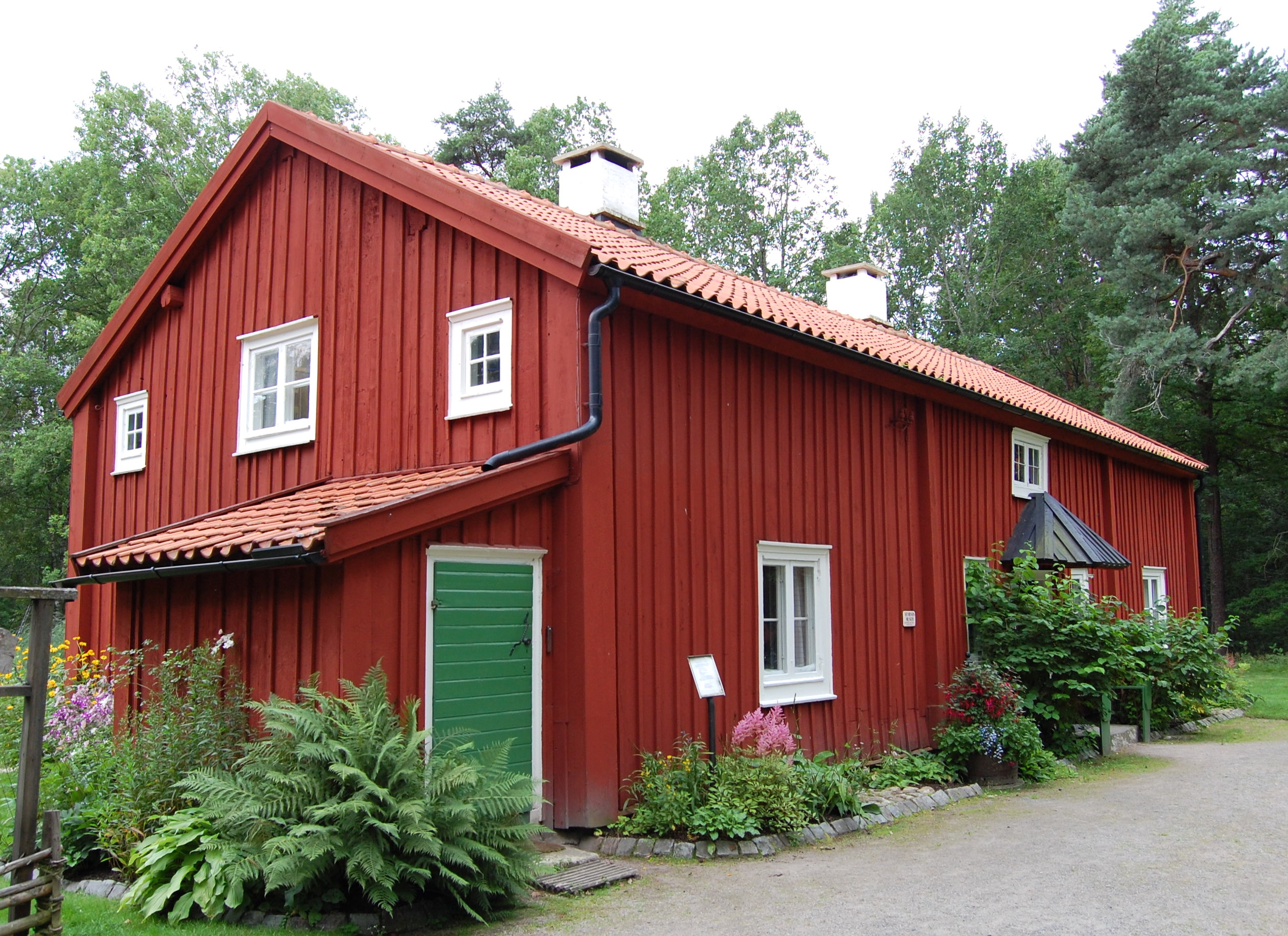
Prästgård från 1800-talet.

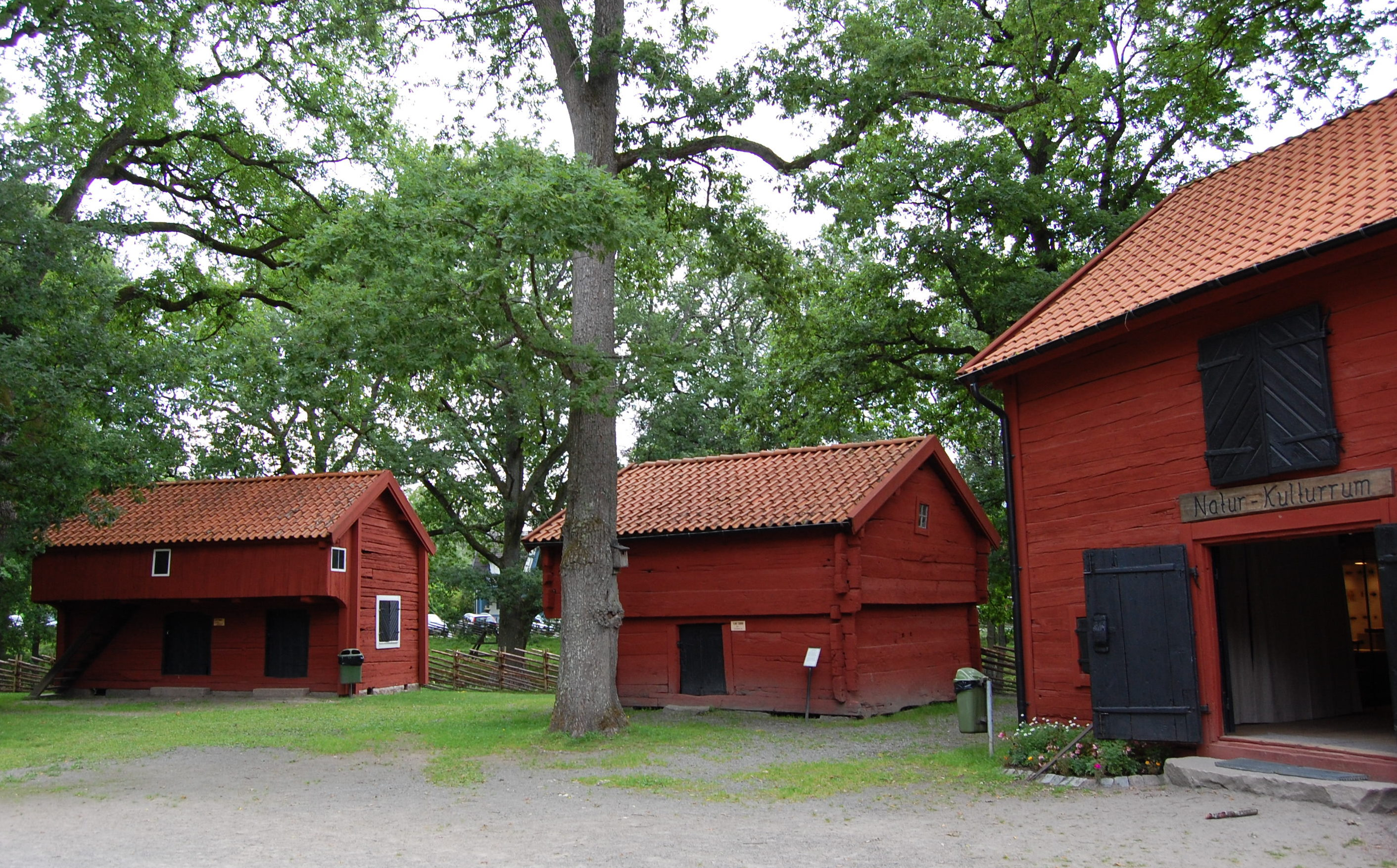
Träbyggnader i hembygdsparken.

Apladalen är en hembygds- och naturpark, belägen i Värnamo i Småland. Apladalen kännetecknas av lummig natur och vackra stigar. 
I parken finns hus från 1700- och 1800-talen, bland annat en prästgård som idag är hembygdsmuseum. Utanför prästgården finns en örtagård. Det finns även hägn med olika djur i parken, såsom getter, får, kaniner och höns. Parken har en utomhusscen där det spelas musik om somrarna. Apladalen har även Värnamos största lekplats för barn.
I Apladalen finns en kaffestuga samt Marknadsstugan, där olika hantverkare ställer ut och säljer hantverk sommartid.
Apladalen omnämns i Värnamovisan, som skrevs 1896.